# Klári (Szerbia)
Klári (szerbül Радојево / Radojevo, korábban Кларија / Klarija, horvátul Radojevo, Hrvatska Klarija, románul Peterda, németül Klari) falu Szerbiában, a Vajdaságban, a Közép-bánsági körzetben, a szerb–román határ szomszédságában. Közigazgatásilag Magyarcsernye községhez tartozik.

## Fekvése
Nagybecskerektől északkeletre, Nagykikindától délkeletre, Zsombolya, Szerbcsernye, Tamásfalva és Nagykőcse közt fekvő település.

## Nevének eredete
A települést gróf Clary tartományi kormányzóról nevezték el.

## Története

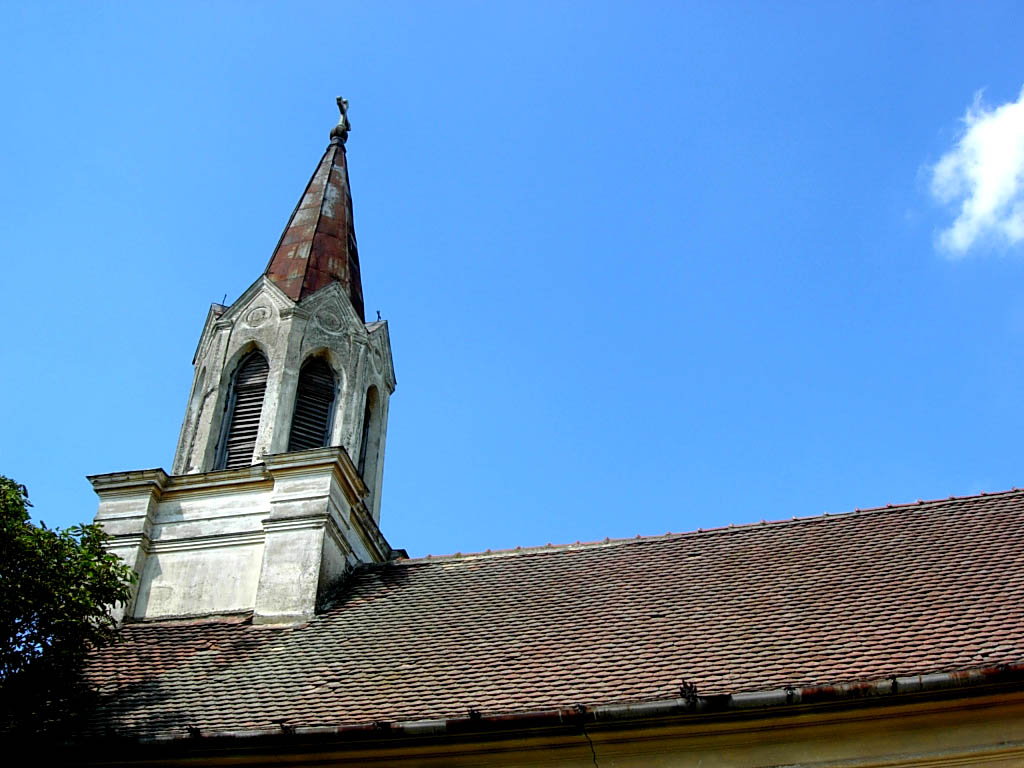
A római katolikus templom tornya

Egykor Peterd nevű falu állt a helyén, melyet 1334-ben a pápai tizedjegyzék említett először. 1770-ben német és román lakosokkal telepítették újra. 
1470-1472 között Temes, 1479-ben Csanád vármegyéhez tartozott. 
A 15. század közepén birtokosa Száti Balázs volt, ez időtől kezdve Kőcse sorsában osztozott. 
1492-ben a Peterdi Pethő család birtoka volt, 1494-ben pedig a  Nagylucsei, a későbbi Dóczy Ferencz nyerte királyi adományul. 
A 15. században a fentieken kívül a Zokonai család is zálogbirtokos volt itt, 1563-ban pedig a Dóczy család is birtokos volt Peterden. 
A település a török hódoltság alatt is lakott maradt; az 1717-es összeírásban a temesi kerületben, Peterda néven, 15 lakott házzal tüntették fel. Később azonban elpusztult és lakosai is szétszéledtek. Az 1723-1725. évi gróf Mercy térképén már lakatlan helységként volt feltüntetve. 
A jelenlegi Klári falu 1770-1771-ben szerb és román lakosokkal települt újra. Lakosait gróf Clary-Aldringen temesvári kormányzó telepítette ide, akinek tiszteletére a helységet Clary-falvának nevezték el, de a románok megtartották a helység régi magyar nevét, csupán Peterda-ra ferdítették el. Román lakosai azonban hamarosan elköltöztek innen. 
1801-ben a helység a Zágrábi egyházmegye birtoka lett és Verhovácz Miksa zágrábi püspök egyháznemeseinek adta hűbérül. Így lett azután a Pozojevich, Milosich, Jellasich és a gróf Nádasdy családok birtoka, amely családok Petrinjéből származtak.
1851-ben Fényes Elek írta a településről:
"Klári, vagy Péterd, szerb-oláh-horvát falu, Torontál vármegyében, szép rónaságon, Haczfeldhez 1, utolsó posta Csatádhoz 2 1/2 órányira, Nyély helységgel együtt 2253 óhitű szerb és oláh, és 500 horvát katholikus lakossal, óhitű anyaegyházzal. Határa gazdag fekete föld, s van itt 5590 hold majorsági, 2112 hold urbéri szántóföld, 678 hold kaszáló 1000 hold uradalmi rét, 159 hold szőlő, 584 hold közlegelő. Fő termékek búza és kétszeres. Az Ó-Bege csatornája a határon foly keresztül. Bírják a zágrábi püspök papnemesei."

## Népesség

### Demográfiai változások
| 1948 | 1953 | 1961 | 1971 | 1981 | 1991 | 2002 | 2011 |
| ---- | ---- | ---- | ---- | ---- | ---- | ---- | ---- |
| 2869 | 2915 | 2595 | 2230 | 1872 | 1588 | 1385 | 1056 |

## Nevezetességek
- Görögkeleti temploma - 1841-ben épült

## Jegyzetek

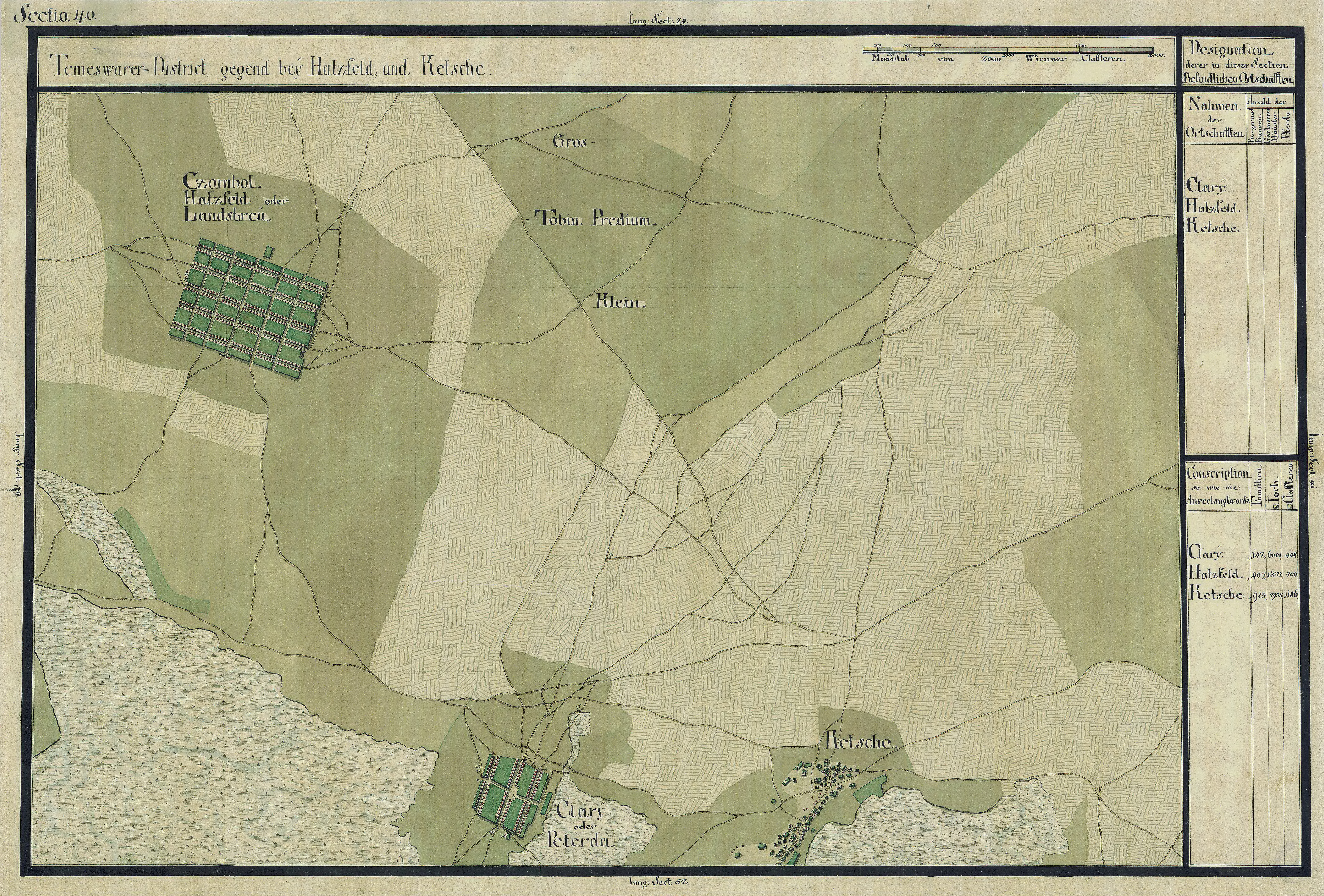
Klári egy régi térképen